# Euskirchen-Orașul vechi
Euskirchen-Orașul vechi (germană: Altstadt) este un cartier cuprins între vechile ziduri de apărare a orașului. Aceste fortificații medievale se pot observa clar pe traseul străzilor "Wallstraßen" Kirchwall, Rüdesheimer Torwall, Disternicher Torwall, Neutorwall. Astăzi, circulația auto este în mare parte limitată în orașul vechi, care are numeroase promenade și prăvălii. Aici se află și bisericile impozante ale orașului: St. Martin și Herz-Jesu.

## Zidurile orașului

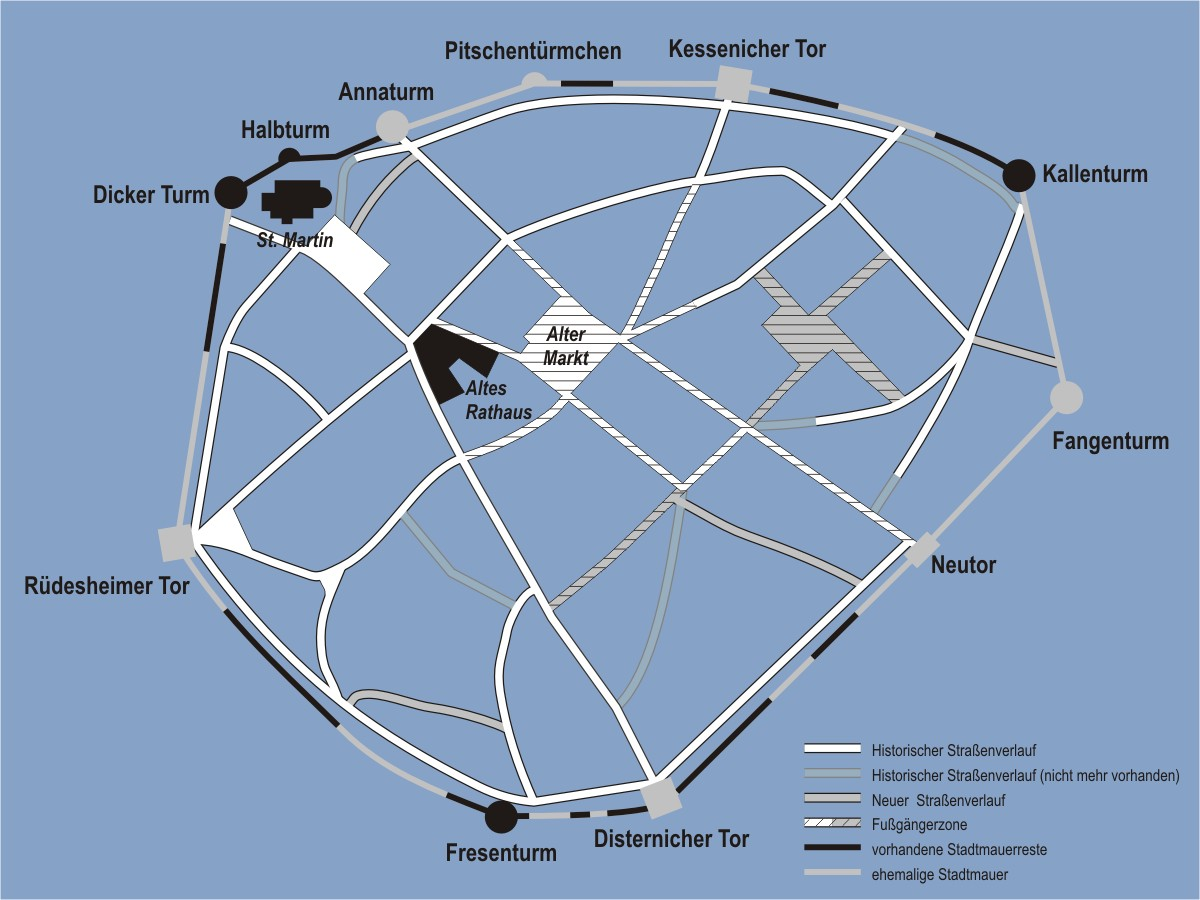
Fortificaţiile medievale

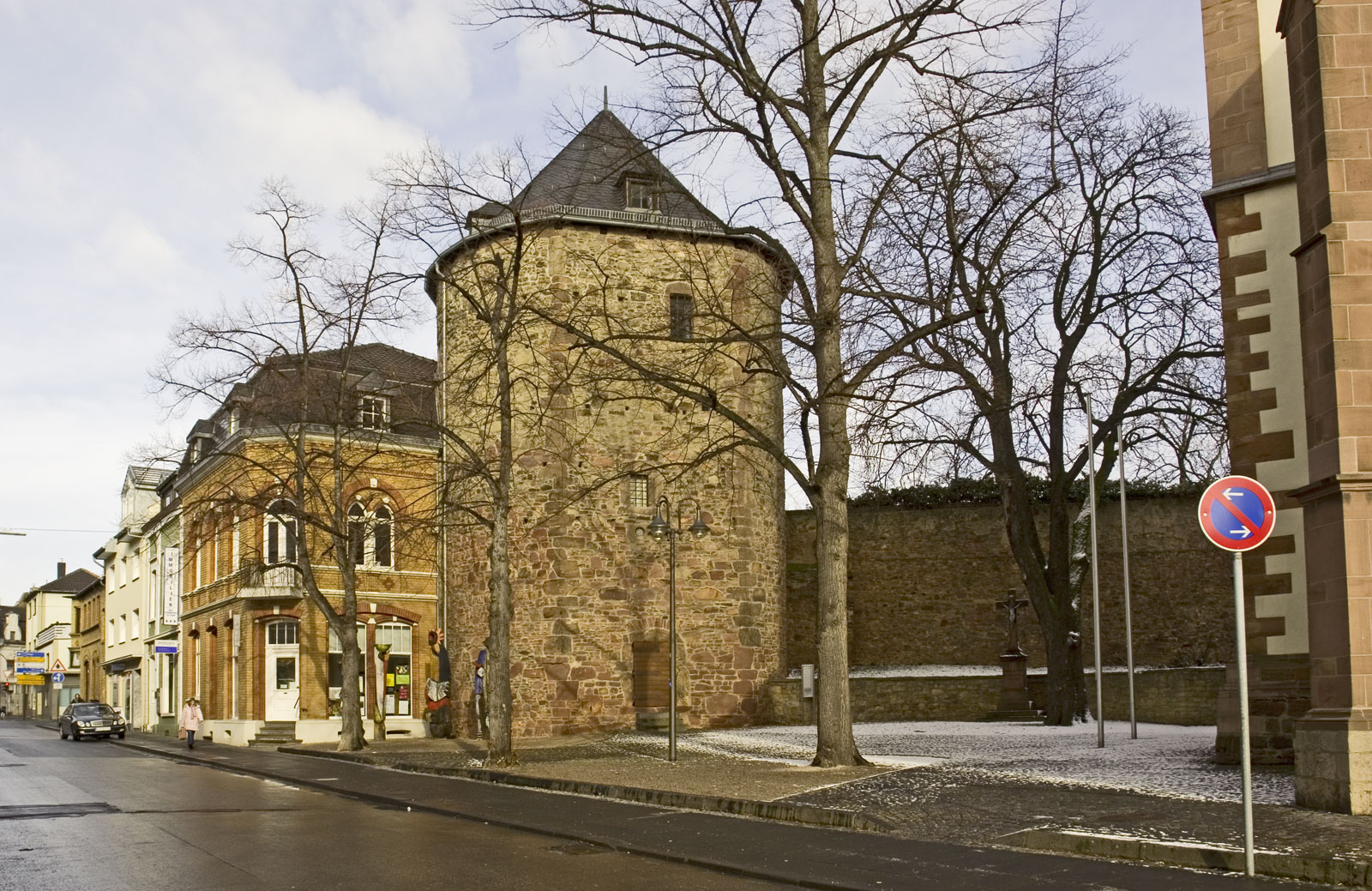
Euskirchen, Dicker Turm

După anul 1302, când localitatea a devenit oraș, s-au luat măsuri de fortificare cu șanțuri și ziduri de apărare, astfel că în anul 1355 s-a ajuns la o fortificație masivă a orașului . La început a fost clădită partea de nord a zidului între „Dicker Turm” (Turnul gros) și turnul „Kallenturm”, iar partea sudică a zidului cu o lungime de 1.450 m a fost clădită mai târziu. În total erau șapte turnuri de apărare și trei porți de intrare (Kessenicher Tor, Rüdesheimer Tor, Disternicher Tor). Zidurile cuprindeau în interiorul lor așezările Kessenich, Rüdesheim și Disternich, la care s-a adăugat ulterior așezarea a patra. Fortificația era construită din gresie roșie și piatră cenușie de carieră, astfel că zidurile atingeau o înălțime de 7 m și o grosime de 1m. Orașul era înconjurat cu șanțuri cu apă. În anul 1538 a fost construit un turn de 20 m înălțime, „Fangenturm”, prevăzut cu tunuri. 
Fortificația a suferit distrugeri serioase, provocate de francezi în anul 1702, devenind o ruină. În anul 1906 s-a început dărâmarea zidurilor de apărare care frânau dezvoltarea orașului. Azi au rămas numai resturi din fortificația medievală. Interesant este de observat că, pe străzile Wallstraßen, vechiul zid de apărare alcătuiește unul din zidurile caselor de azi.

## Piața veche
Piața veche (Alter Markt), care a primit în anul 1322 dreptul de „târg”, era situată pe atunci în centru, la granița dintre Disternich și Kessenich. Aici avea loc comerțul cu fructe, vite, lână, haine. În anul 1606 a fost construită o fântână publică, la care în 1867 s-a montat o pompă de apă. Din secolul al XIX-lea au fost organizate aici tâguri anuale și festivități cu implicații culturale, politice și religioase. 
În prezent o parte din piața veche a este zonă pietonală, iar din 1984 se află aici din nou o fântână, decorată cu diferite motive din agricultura și țesătoria medievală.

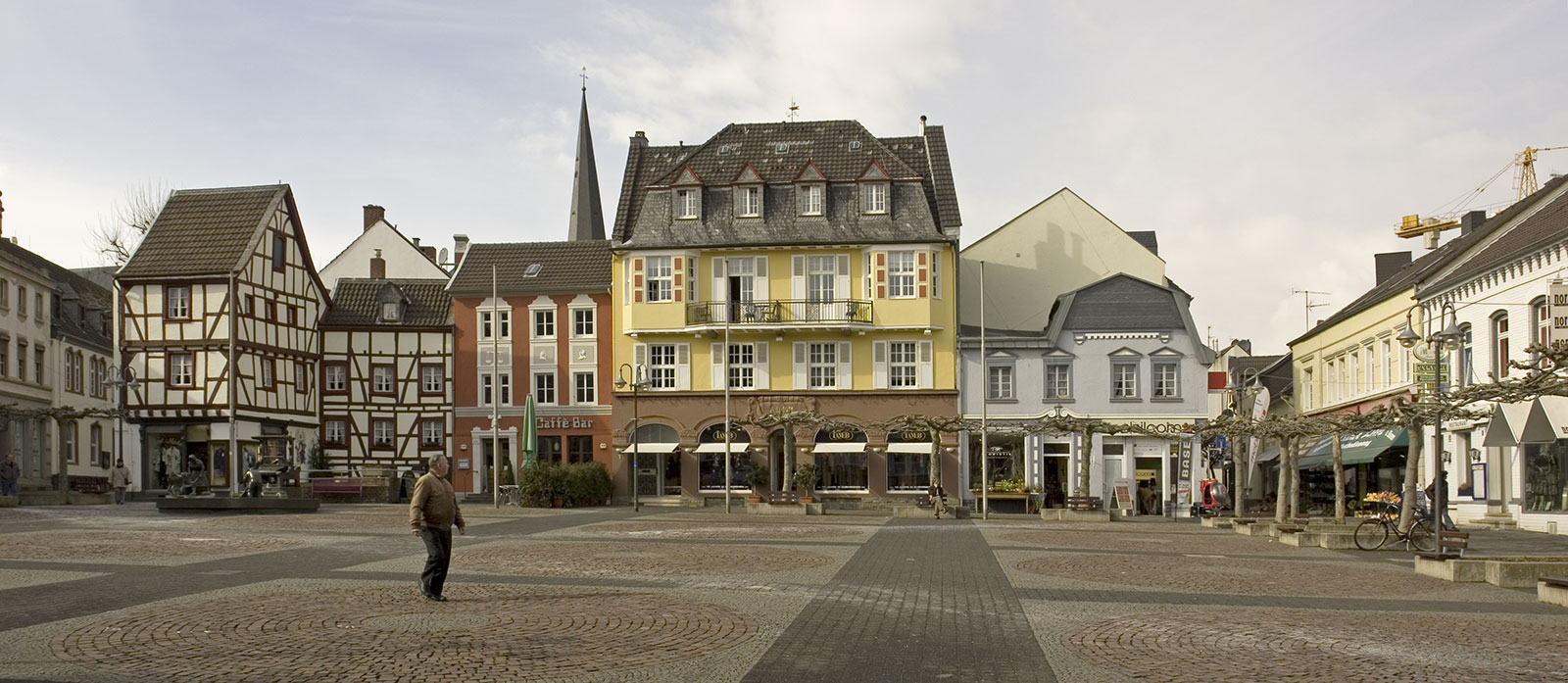
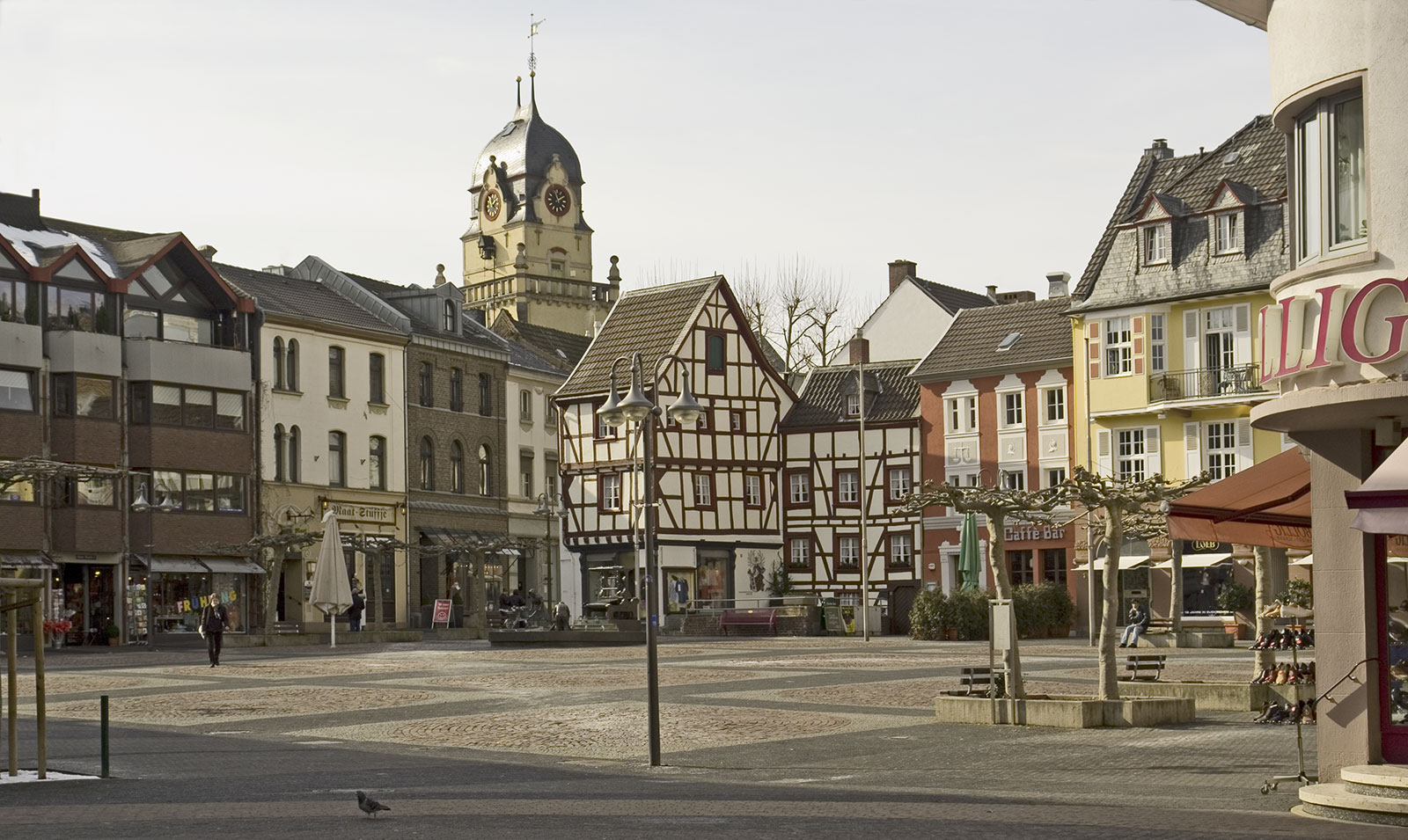

## Biserici
Bisericile reprezentative ale orașului vechi sunt St. Martin (Martinskirche) și Herz-Jesu-Kirche.
- Biserica Sf.Martin este cea mai veche construcție care a rămas păstrată în Euskirchen. Clădirea actuală a bisericii datează din a doua jumătate a secolului XII, fiind clădită pe locul vechii biserici care a fost construită prin secolul VII sau VIII. În temelia bisericii sau găsit urme care atestă o așezare romană în centrul orașului. Cutremurul din 1951 a provocat stricăciuni clădirii, astfel că de atunci turnul bisericii este înclinat.

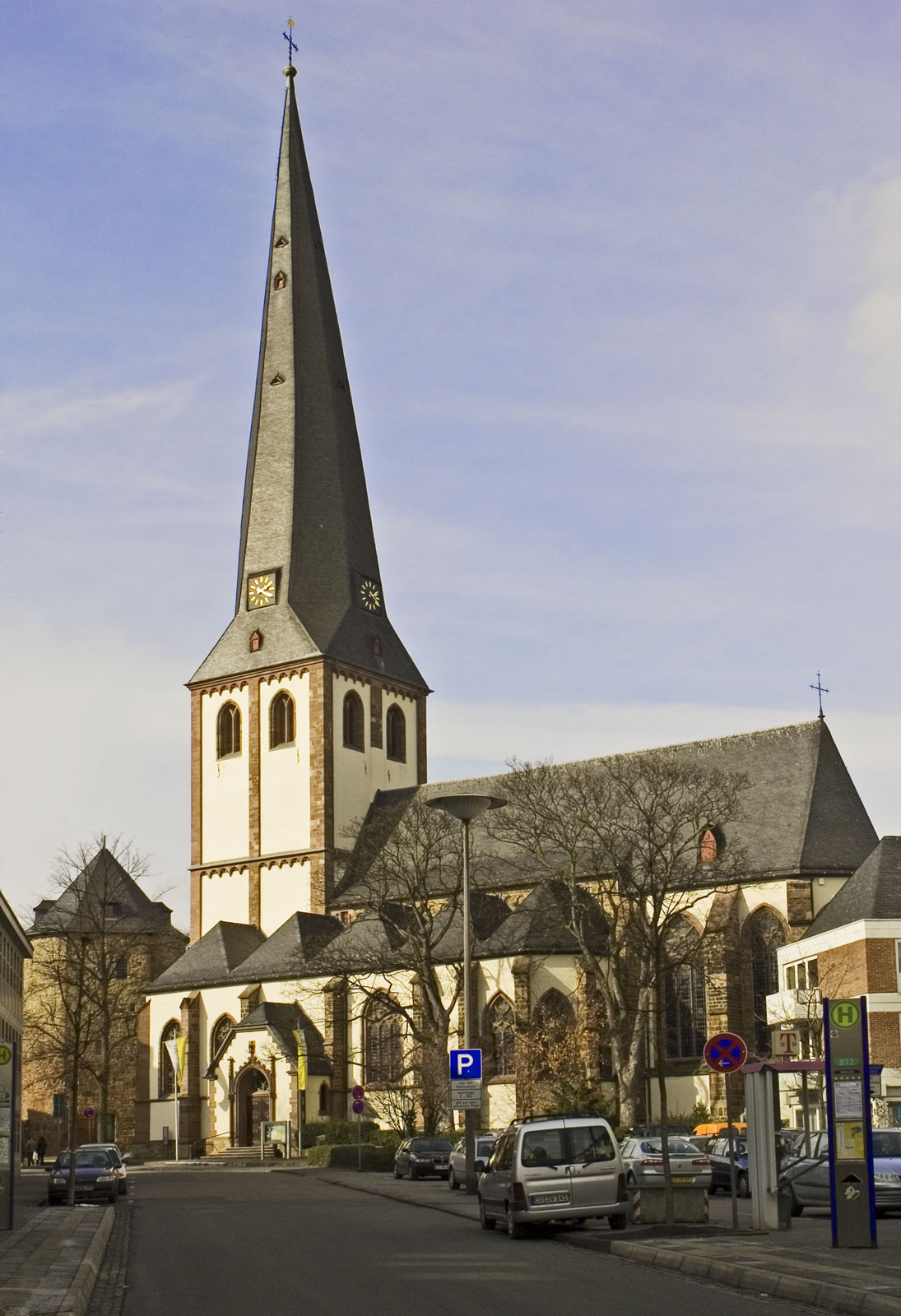
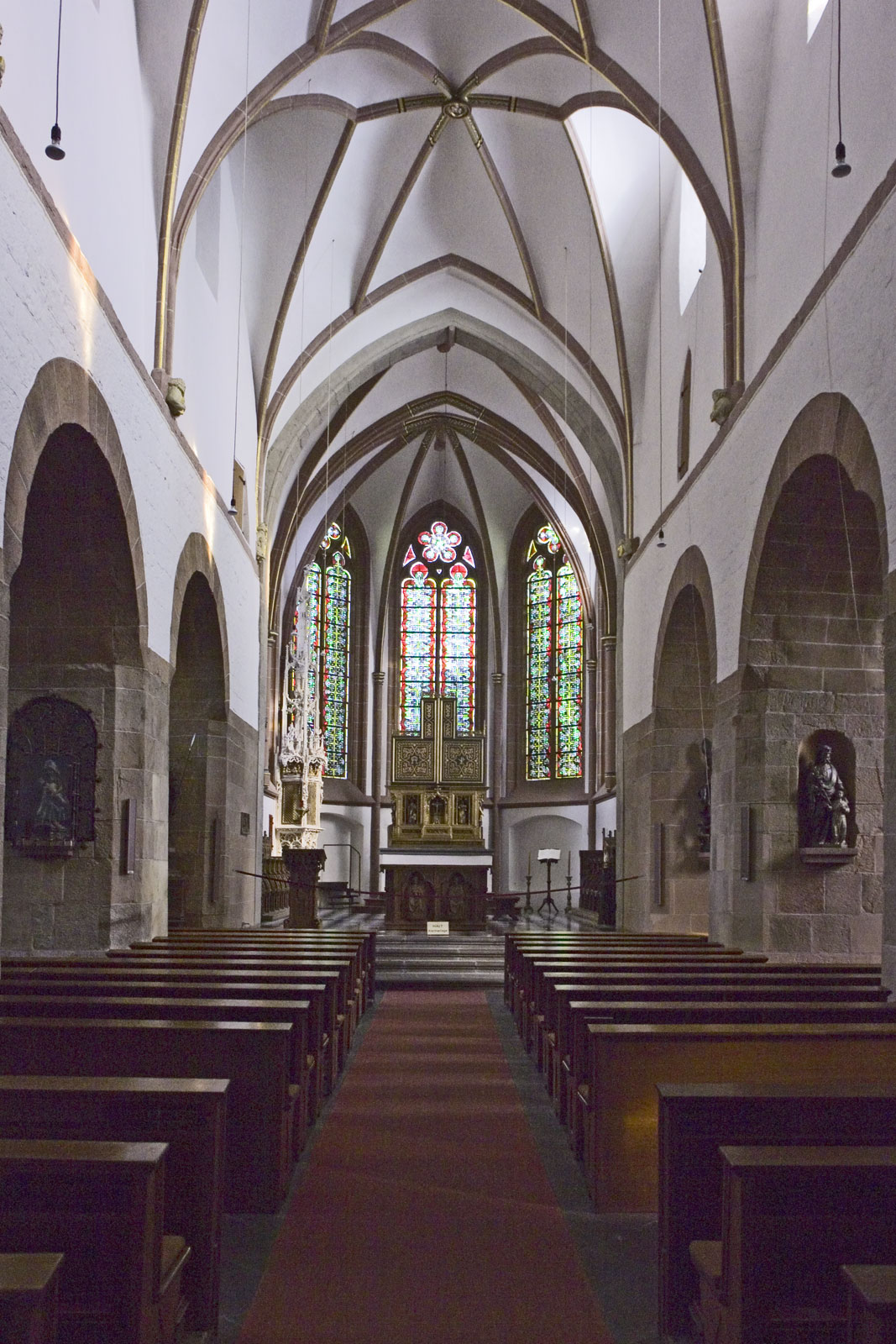
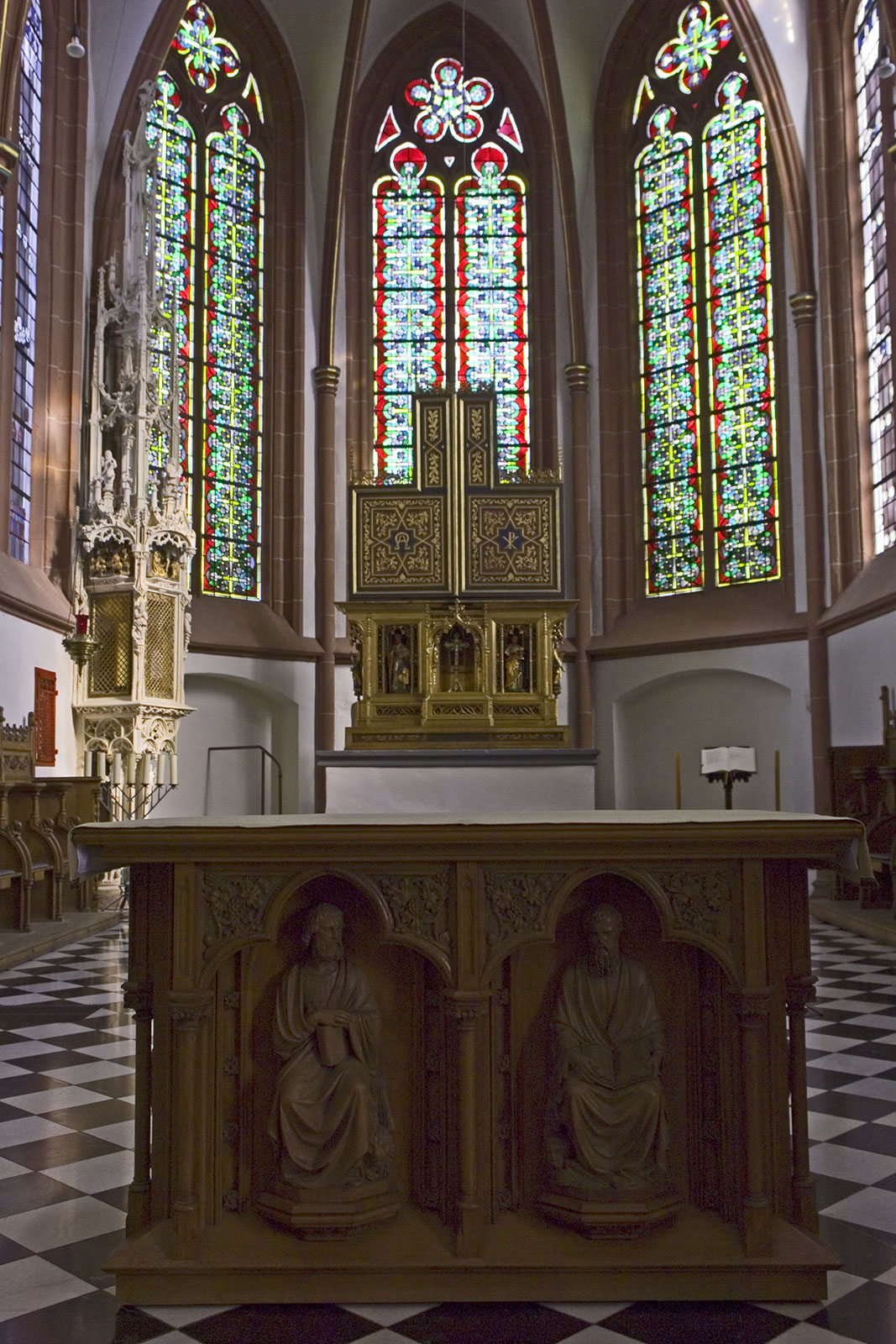
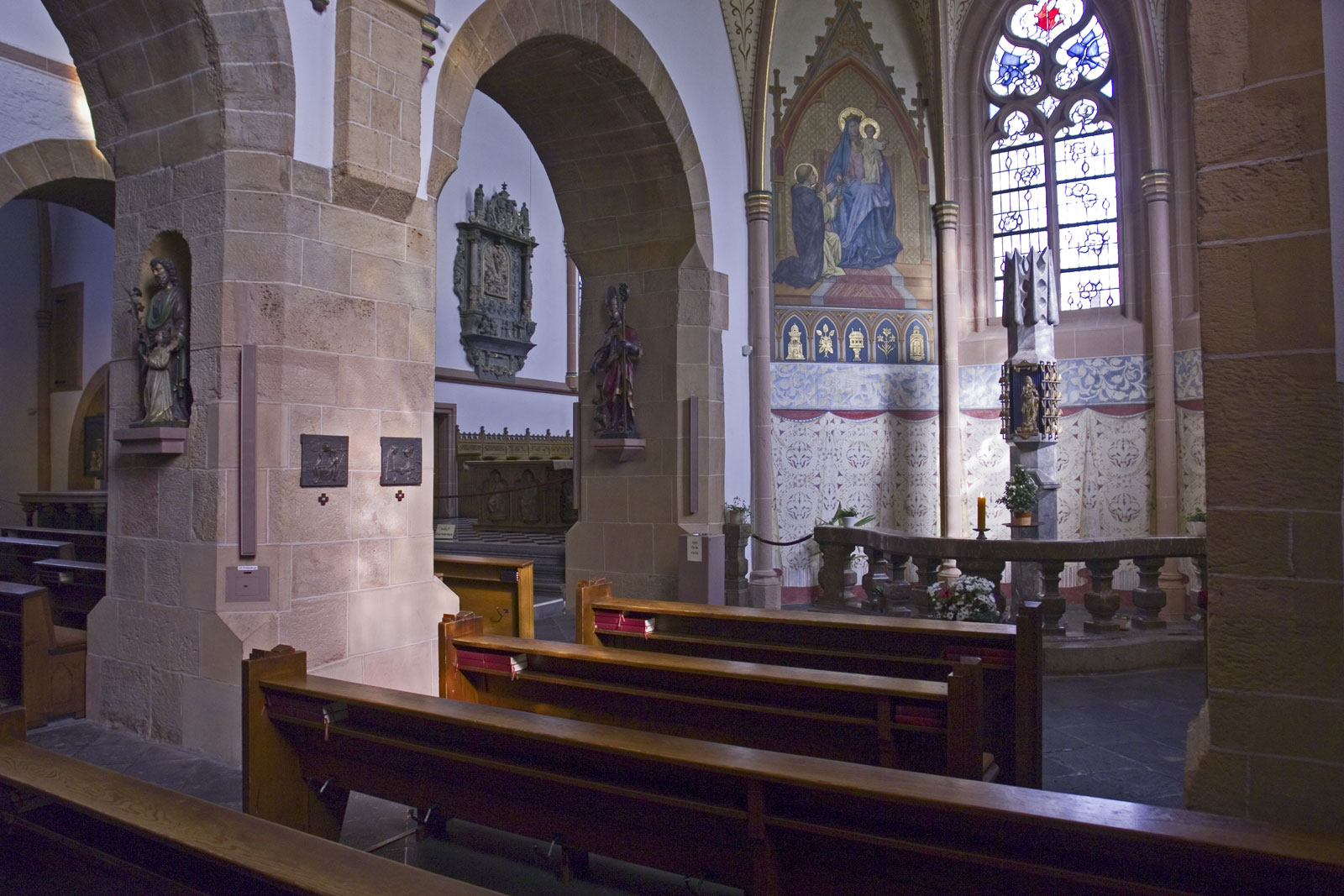

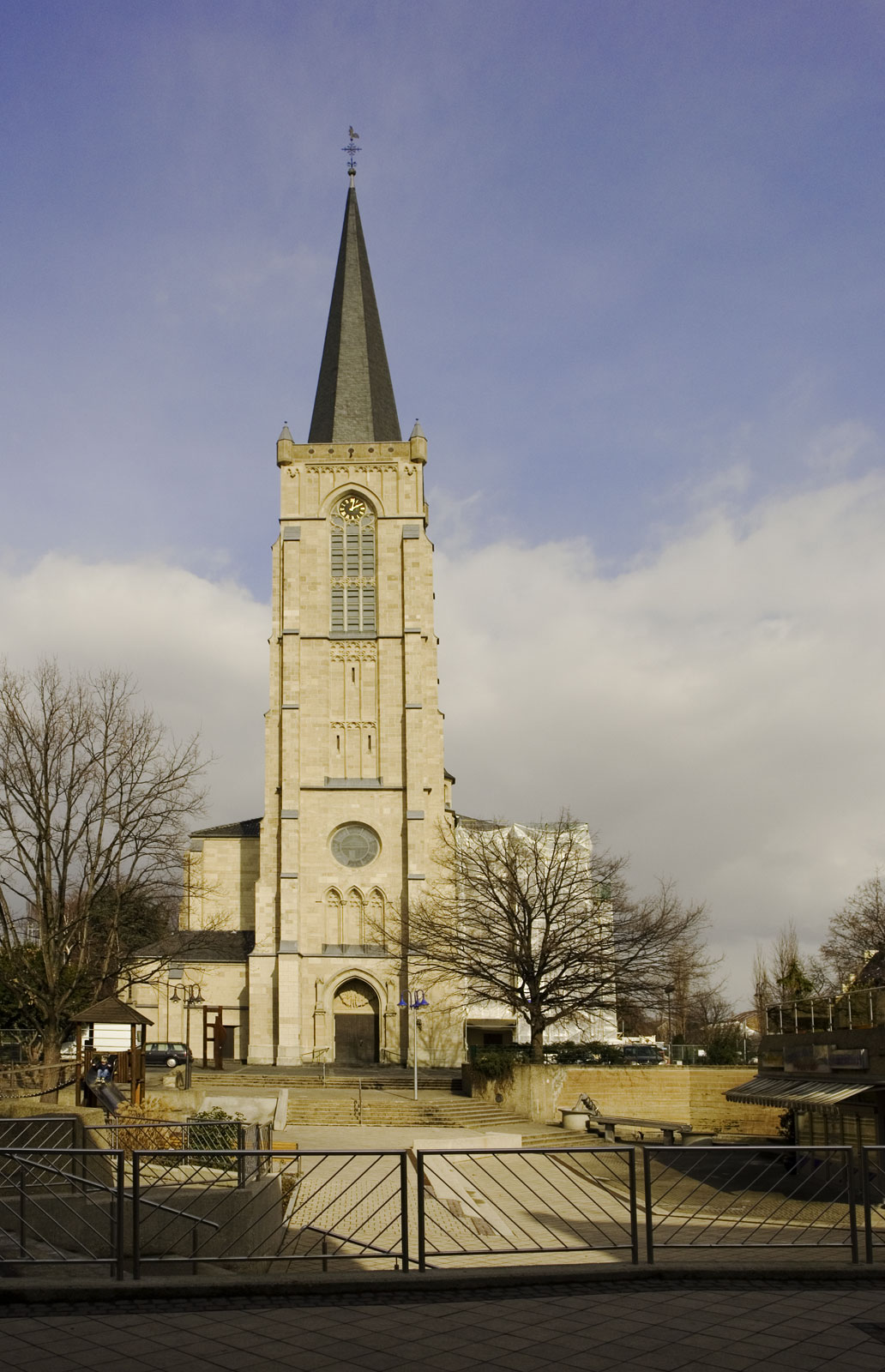
Euskirchen, Biserica Herz-Jesu

- Biserica Herz-Jesu a fost construită între anii 1906 - 1908 pe o parte a zidurilor vechi de apărare ale orașului. În seara de crăciun a anului 1944 biserica a fost distrusă parțial deun bombardament. În anul 1957 stricăciunile au fost remediate, cu unele modificări arhitectonice. Biserica este amplasată în centrul orașului, silueta impunătoare a clădirii neogotice putând fi văzută de departe .

Biserica, rificată după planul arhitectului Aloys Schlößer, are trei nave, o lungime de 62 m și o lățime de 23,8 m. Turnul bisericii are o înălțime de 70,2 m, cu o turlă cu secțiunea transversală pentagonală. Ca material de construcție s-au folosit tufuri vulcanice, gresie și piatră de carieră. Restaurarea completă a bisericii a durat până în anul 1976.

## Primăria veche

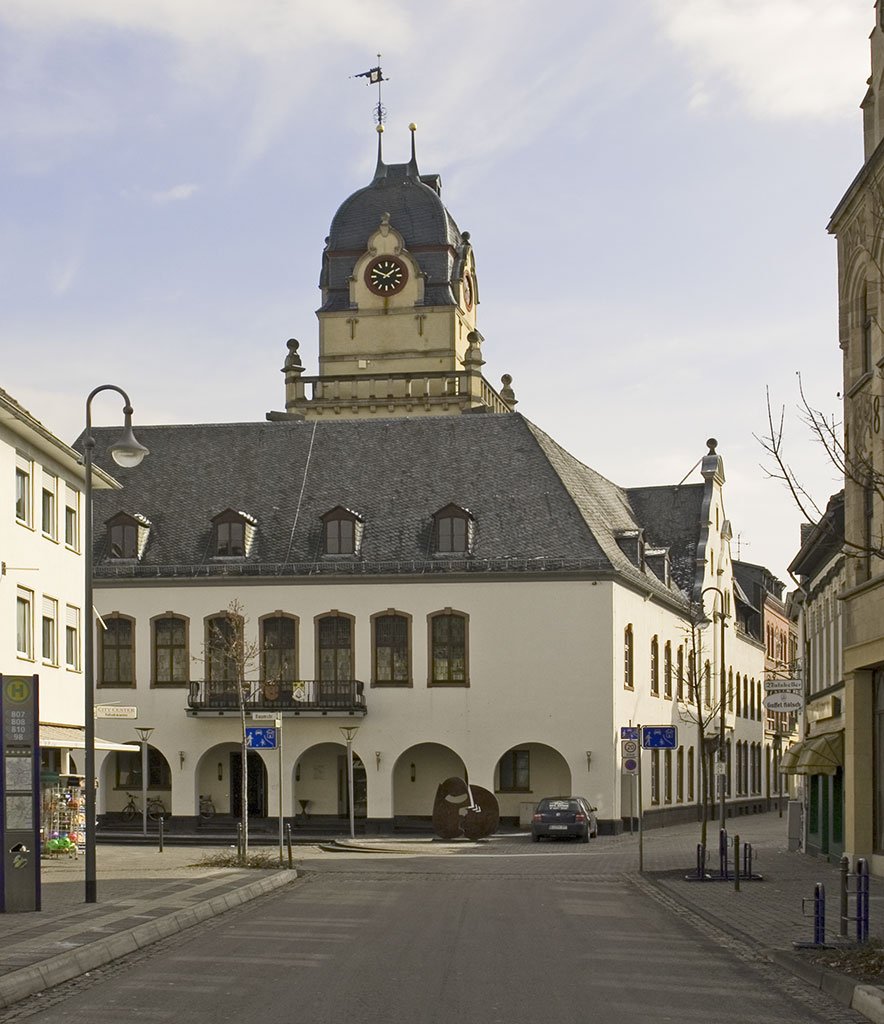
Euskirchen, Primăria veche

Primăria veche ( germană: Altes Rathaus), datează probabil din secolul XIV și este situată între Piața veche și biserica Sf. Martin. Ea este amintită pentru prima oară în documentele istorice în anul 1501, fiind distrusă complet în incendiul din anul 1533. Primăria veche a fost reconstruită în stilul Renașterii, fiind din nou distrusă în anul 1734, într-un incendiu. A fost reclădită în stil Rococo, iar turnul clădirii a fost construit în anul 1900. În cursul bombartamentelor din timpul celui de al doilea război mondial a fost din nou distrusă, reconstruirea a fost realizată pe baza planurilor vechi în anul 1952. În anul 1970, primăria s-a mutat într-o clădire nouă. 